# Енгельбрект Енгельбректсон
Енгельбрект Енгельбректсон (швед. Engelbrekt Engelbrektsson; 1390 — 4 травня 1436) — шведський військовий та політичний діяч, регент Швеції з 1435 до 1436 року. Національний герой Швеції.

## Життєпис

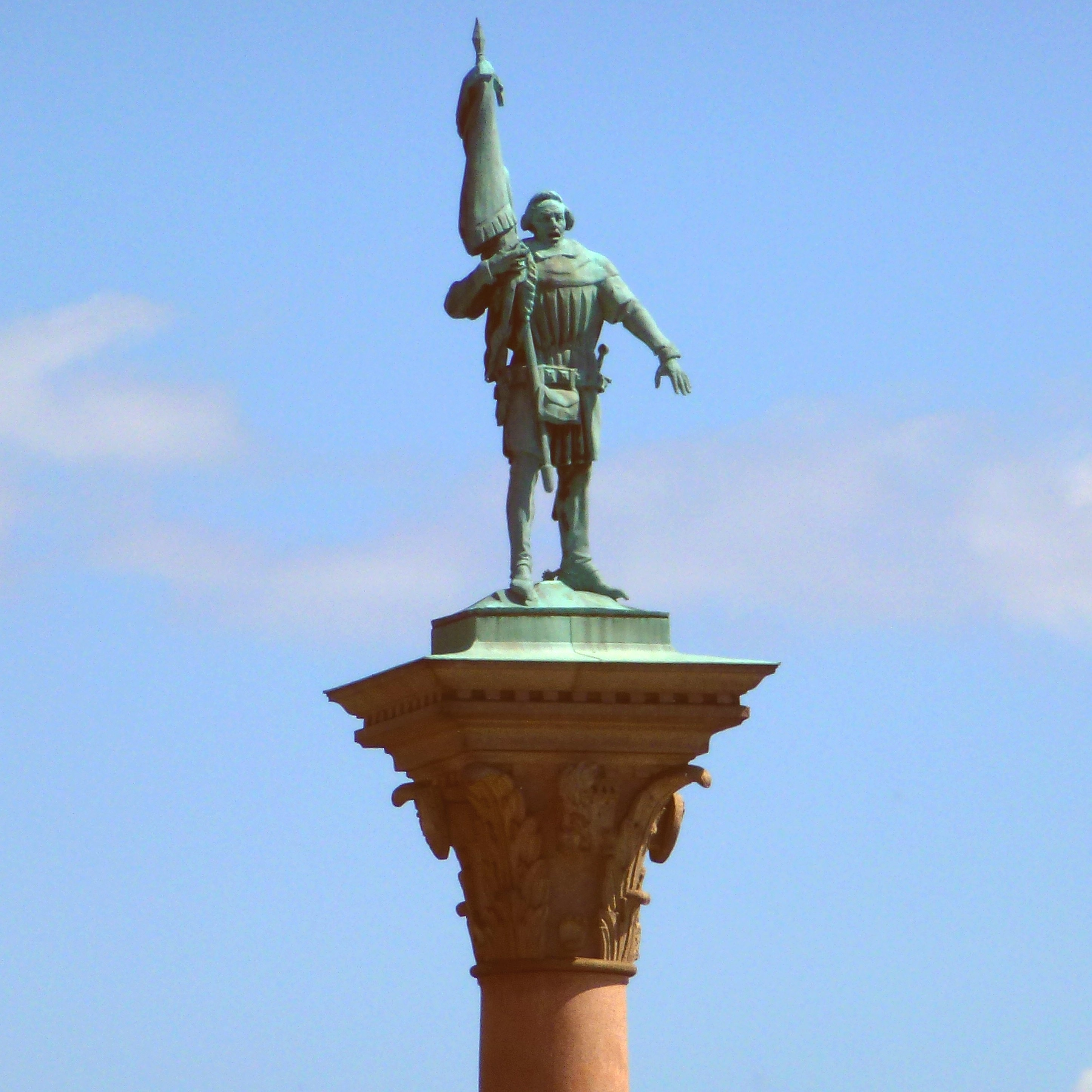
Пам'ятник Енгельбректу в Стокгольмі

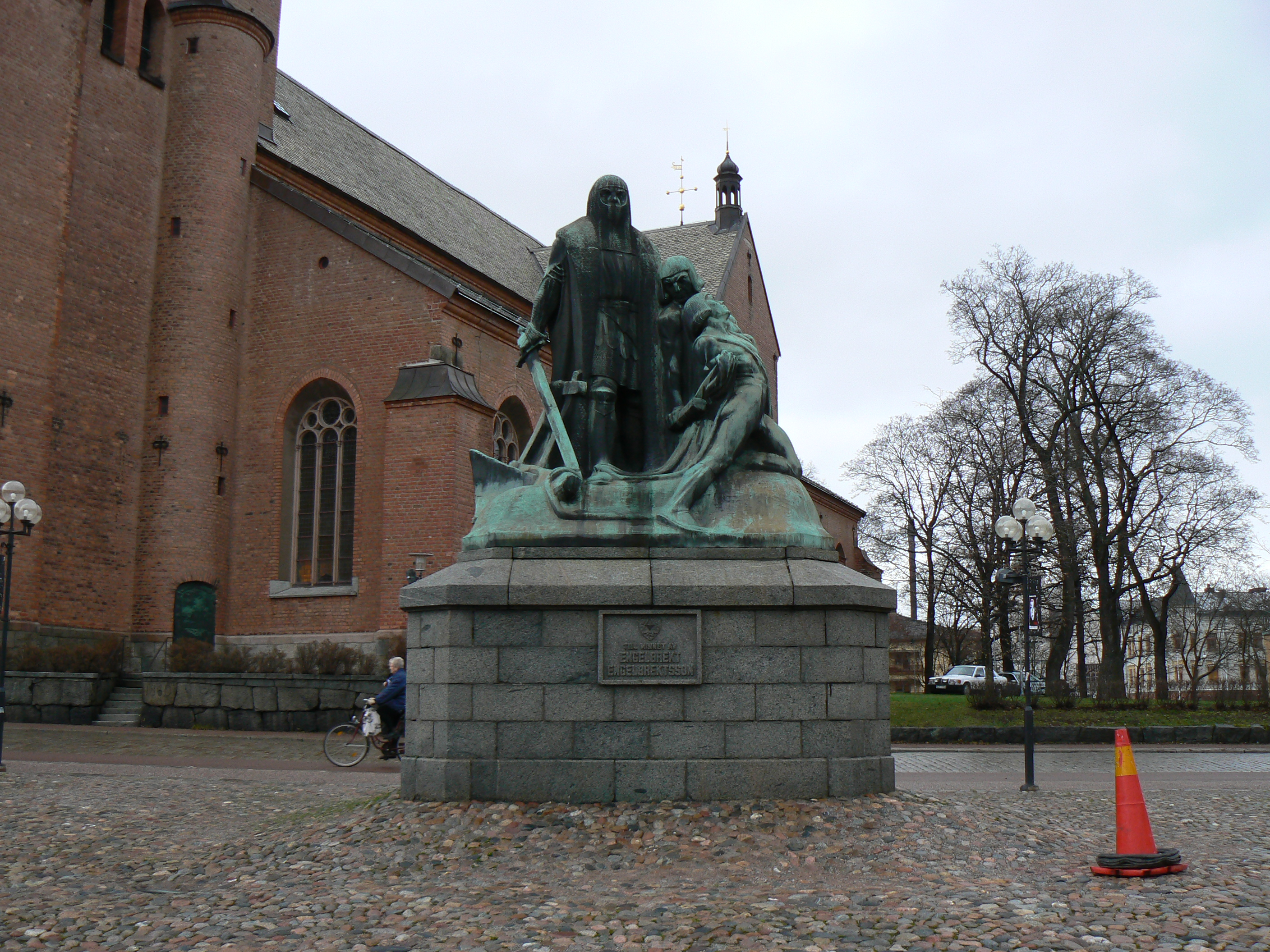
Пам'ятник Енгельбректу в Фалуні

Енгельбрект був лицарем та гірничим промисловцем у провінції Даларна. Швидше за все, він мав німецьке коріння. Є відомості, що його родина перебралася до Швеції у 1360-х роках.  Енгельбрект мешкав у Нурберзі, де був власником шахти.
Складна економічна ситуація, яка була викликана війною Еріка Померанського, короля Данії, Норвегії та Швеції, проти Ганзи негативно також позначилася на експорті заліза, завдавала суттєвої шкоди залізорудному районові Бергслагену. Це відбувалося внаслідок блокади, яку розпочав ганзейський флот портових міст Швеції. 
Саме цим пояснюється повстання в Даларні у 1426 році на чолі із Енгельбректом Енгельбректсоном. Після початкових успіхів повстання здобуло підтримку аристократії і державної ради Швеції. Найсильнішими прихильниками були представники знаті Упланда — лагман Нільс Бот, Ерік Пуке, Брудер Свенсон. 
Протягом трьох місяців країна була звільнена від данців, а Ерік Померанський був позбавлений титулу короля Швеції.
Енгельбректсона було обрано шведським головнокомандувачем і регентом на з'їзді знаті в Арбузі. Це вважається першим засідання шведського риксдагу. Проте значна частина аристократії була незадоволена тим, що посаду регента обіймає особа, яка не належала до їх кола. Їх очолив Карл Кнутсон, який лише намагався використати дії Енгельбректсона з метою захоплення влади. Більшість знаті почала просувати кандидатуру Карла Кнутсона на посаду шведського регента. 
Коли Ерік Померанський з військом прибув до Швеції, між ним та повсталими почалися перемовини, внаслідок яких було укладено перемир'я, а пізніше Стокгольмську мирну угоду. Король, в обмін на лояльність шведів, погодився виконати ряд політичних вимог: дарувати лени та замки в Швеції тільки уродженцям країни, не вводити іноземців в ріксрод, призначити дротса та марських з числа шведів. Проте Ерік Померанський своїх обіцянок не дотримався.
Навесні 1436 року Енгельбрект та Карл Кнутссон, за допомогою міської бідноти, захопили вірний Еріку Померанському Стокгольм. Після захоплення столиці між ними почалась боротьба за титул вождя. За домовленістю обидва лідери мали стати співправителями. 
У Енгельбректа загострився конфлікт з Магнусом Бенгтссоном із знатного шведського роду Натт-о-Даг, що виник між ними через порушення цими аристократами торгових привілеїв ганзейских купців, яким допомагав Енгельбрект.
Енгельбрект у 1436 році здійснював похід на південь Швеції. Під час облоги Аксевалля він захворів та був змушений повернутися додому. Енгельбрект вирушив у дорогу, хоча був настільки слабкий, що навіть не міг сісти в сідло. До Стокгольма Енгельбрект хотів дістатися водним шляхом. 4 травня 1436 року його було підступно вбито у Енґельбректгольмен на озері Єльмарен Магнусом Бенгтссоном. Енгельбрект був похований у кірсі Св. Миколая в Еребру. 
Карл Кнутсон, ставши регентом, видав вбивці охорону грамоту. Інші прихильники Енгельбректсона — Ерік Пуке та Брудер Свенсон — були страчені.

## Світлини

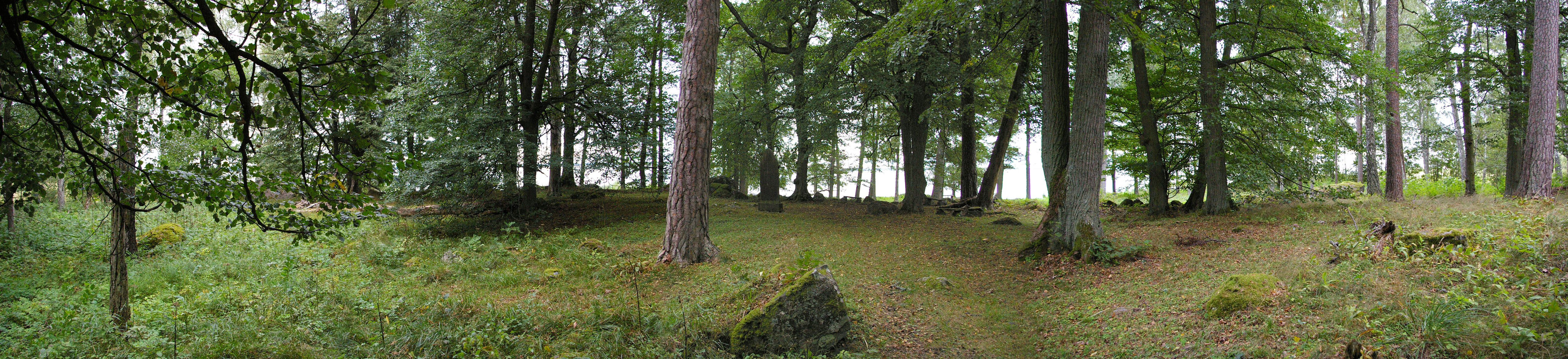
Місце вбивства Енгельбректа
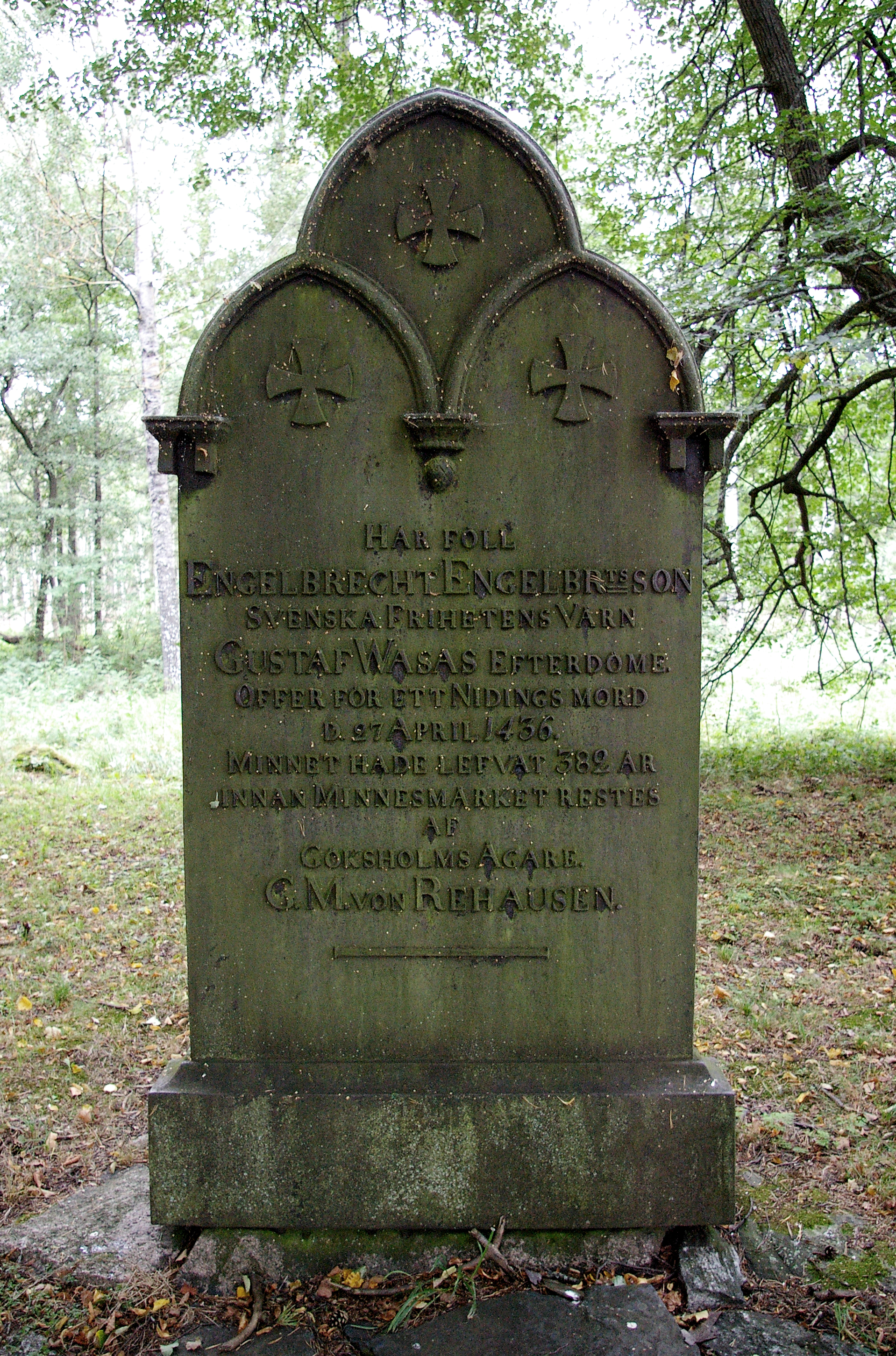
Пам'ятний знак на місці вбивства
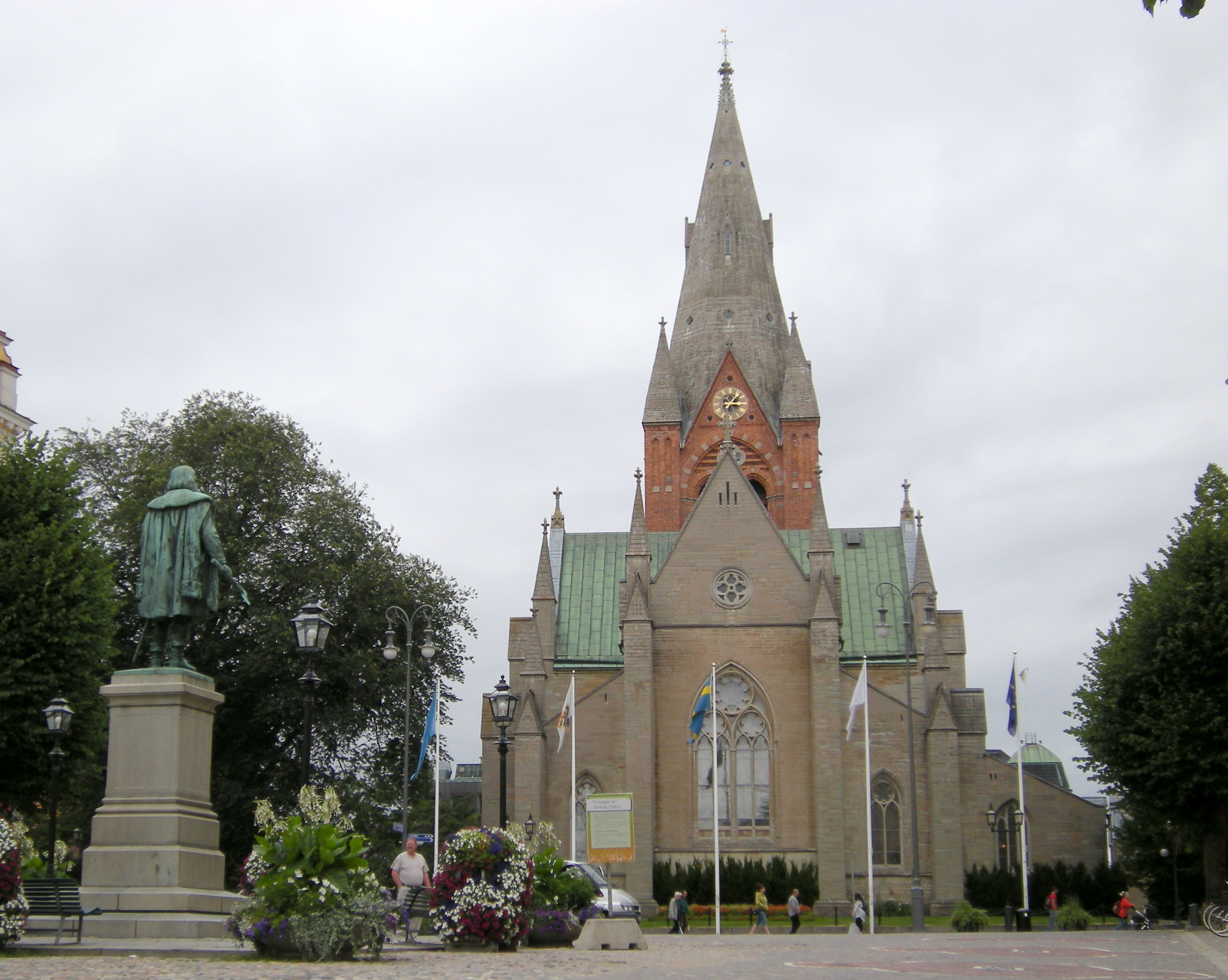
Кірха Св. Миколая  в Еребру
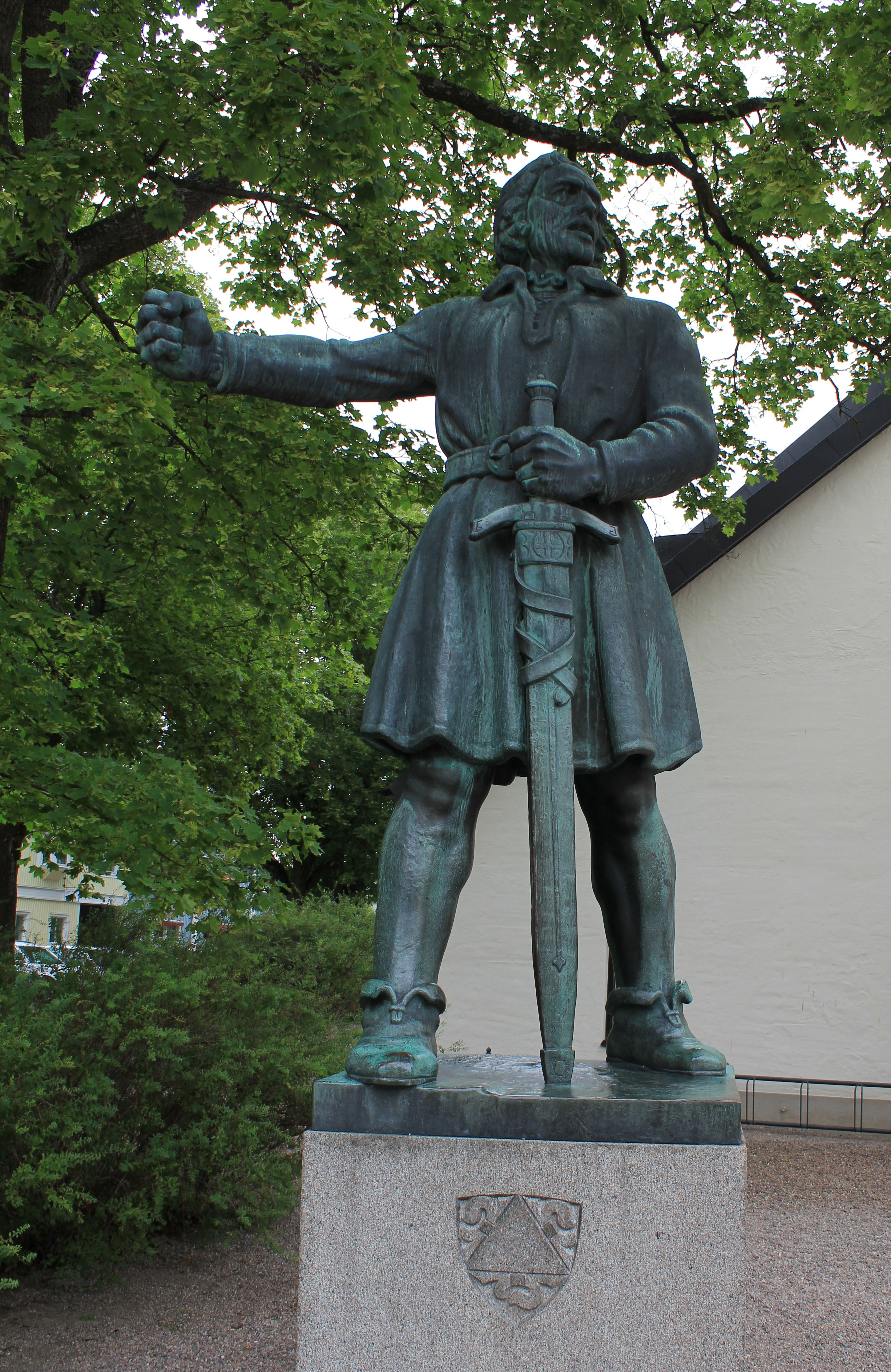
Пам'ятник Енгельбректу в місті Арбуга